# Pouillé, Vienne
Pouillé là một xã, tọa lạc ở tỉnh Vienne trong vùng Nouvelle-Aquitaine, Pháp. Xã này có diện tích 13,96 km², dân số năm 2006 là 584 người. Xã nằm ở khu vực có độ cao trung bình 133 m trên mực nước biển. 

## Hành chính
| Danh sách các xã trưởng |                |                 |      |         |
| Giai đoạn               | Giai đoạn      | Tên             | Đảng | Tư cách |
| mars 2001               | réélue en 2008 | Pascale Guittet |      |         |

## Biến động dân số
| Năm | 1962 | 1968 | 1975 | 1982 | 1990 | 1999 | 2006 |
| --- | ---- | ---- | ---- | ---- | ---- | ---- | ---- |
| Dân số | 287  | 289  | 316  | 366  | 419  | 510  | 584  |
| From the year 1962 on: No double counting—residents of multiple communes (e.g. students and military personnel) are counted only once. |      |      |      |      |      |      |      |